# Michal Pěchouček
Michal Pěchouček (* 21. února 1973 Duchcov) je český výtvarník, kurátor výstav současného umění, divadelní režisér a scénograf.

## Život
V roce 1991 absolvoval Gymnázium Teplice. V letech 1991–1993 studoval Výtvarnou školu Václava Hollara v Praze a v letech 1993–1999 na Akademii výtvarných umění rovněž v Praze v ateliérech Jiřího Lindovského a Jiřího Davida. Roku 2003 se stal laureátem Ceny Jindřicha Chalupeckého udělovanou mimořádným osobnostem výtvarného umění do věku 35 let. V minulosti byl zastupován Galerií Jiří Švestka v Praze. Ačkoli se původně jedná o malíře, jeho tvorba je různorodá. Vedle štětcové malby či velkoformátových kreseb vytvářel obrazy například jejich šitím z textilií. V minulosti vytvářel fotoromány, videa, fotografie i rozhlasové hry. Od roku 2006 působí jako kurátor pražské nezávislé galerie 35m2. Jako scénograf, autor a režisér se od roku 2009 podílel na představeních pražských divadelních scén MeetFactory a Studio Hrdinů, v ostravském NODO nebo v brněnském HaDivadle. Scénograficky či výtvarně se podílel na některých představeních Národního divadla v Praze, Národního divadla Brno či pražské La Putyky. V roce 2012 uzavřel své výtvarné dílo a jeho významnou část věnoval Moravské galerii v Brně.  V roce 2020 byl v konkurzu vybrán jako nový vedoucí Ateliéru intermediální konfrontace na Vysoké škole uměleckoprůmyslové v Praze. Žije v Praze. V roce 2010 se veřejně přihlásil k homosexualitě.